# Суперкубок Словаччини з футболу 2003
Суперкубок Словаччини з футболу 2003 — 7-й розіграш турніру. Матч відбувся 12 липня 2003 року між чемпіоном Словаччини Жиліною та володарем кубка Словаччини Матадором. 
| Володар Суперкубка Словаччини 2003 |
| ---------------------------------- |
|                                    |
| Жиліна Перший титул                |

## Матч

### Деталі
| 12 липня 2003 |

| Жиліна | 2:0      | Матадор |
| ------ | -------- | ------- |
|        | Протокол |         |

| Штадіон ФК «ВіОн», Златі Моравці |